# Prisma de Wollaston

Prisma de Wollaston

Un prisma de Wollaston és un tipus de prisma òptic que separa la llum entrant en dos feixos polaritzats ortogonalment. Va ser inventat pel químic anglès William Hyde Wollaston el qual, va unir amb bàlsam d'avet (bàlsam del Canadà; un adhesiu transparent usat en instruments òptics) per la hipotenusa dos prismes triangulars rectes formats de calcita (espat d'Islàndia) amb eixos òptics perpendiculars. La llum entra per una de les facetes laterals i es divideix en dos feixos en incidir en el tall diagonal. Els feixos sortints divergeixen del prisma amb un angle que depèn de l'angle de tall dels prismes i de la longitud d'ona de la llum. Hi ha disponibles prismes comercials amb un angle de divergència d'entre 15 º i 45 º. Cal destacar que aquest tipus de prisma no és un prisma polaritzador en si, sinó que separa la llum prèviament polaritzada en dos feixos.

## Variants
Sobre el disseny del prisma de Wollaston existeixen diverses variants amb diferències menors que es tracten a continuació.

### Prisma de Nomarski
Una variant del prisma de Wollaston és el prisma de Nomarski, anomenat així en honor del físic polonès Georges Nomarski, el qual va contribuir amb el seu invent al desenvolupament de la microscòpia de contrast diferencial d'interferència, també anomenada microscòpia de Nomarski. És igual a un prisma de Wollaston amb la particularitat que un dels prismes que formen la unió està tallat de manera que el seu eix òptic quedi orientat obliquament respecte a la superfície plana del prisma. Això causa que el punt focal del feix de llum quedi fora del prisma el que permet més flexibilitat, de manera que en ajustar l'microscopi del prisma pot ser enfocat.

### Prisma de Rochon i prisma de Sénarmont
Aquests prismes reben el seu nom dels científics francesos que els van crear, Alexis-Marie de Rochon i Henri Hureau de Senarmont. Difereixen entre si en l'orientació dels eixos òptics dels cristalls i en la trajectòria dels feixos divergents. En ambdós, l'eix del primer cristall és paral·lel al feix de llum incident, mentre que l'eix del segon vidre és perpendicular al primer en ambdós però paral·lel al pla de tall en el Rochon i girat 90 º en el de Sénarmont.

## Altres prismes polaritzadors
- Prisma de Nicol
- Prisma de Glan-Thompson
- Prisma de Glan-Foucault